# Atjchoj-Martan

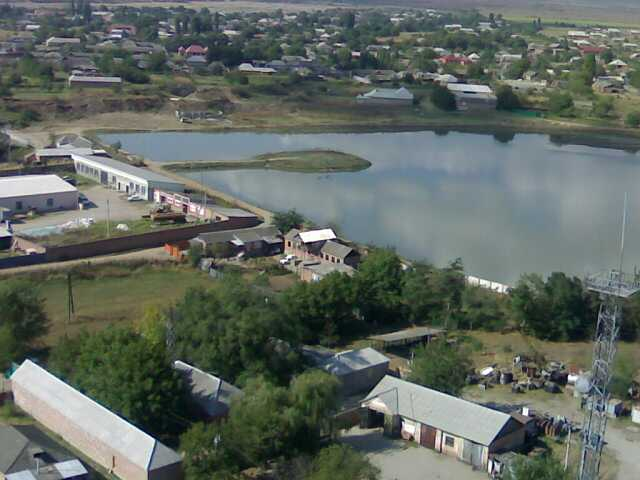
Vy över Atjchoj-Martan.

Atjchoj-Martan (ryska: Ачхо́й-Марта́н) är en ort i Tjetjenien i sydvästra Ryssland. Folkmängden uppgick till 22 569 invånare i början av 2015. Orten är administrativt centrum för distriktet Atjchoj-Martanovskij.